# Гвалиор (округ)
Гва́лиор (хинди ग्वालियर जिला; англ. Gwalior) — округ в индийском штате Мадхья-Прадеш. Административный центр — город Гвалиор. Площадь округа — 4560 км². По данным всеиндийской переписи 2001 года население округа составляло 1 632 109 человек. Уровень грамотности взрослого населения составлял 69,4 %, что выше среднеиндийского уровня (59,5 %). Доля городского населения составляла 60,2 %.